# Stanley Dancer Memorial
Stanley Dancer Memorial är ett årligt travlopp för treåriga varmblodstravare som körs i juli varje år på Meadowlands Racetrack. Förstapris i loppet är cirka 125 000 amerikanska dollar.
Loppet kördes för första gången 1976, då under namnet Beacon Course. 2002 fick loppet sitt nuvarande namn.

## Vinnare
| År   | Häst               | Kusk               | Tränare           | Tid    | Tvåa               | Trea               |
| ---- | ------------------ | ------------------ | ----------------- | ------ | ------------------ | ------------------ |
| 2022 | Rebuff             | Tim Tetrick        | Lucas Wallin      | 1:49.4 | Temporal Hanover   | Pretender          |
| 2022 | Slay               | Dexter Dunn        | Tony Alagna       | 1:51.0 | King Of The North  | Branded By Lindy   |
| 2021 | Dancinginthedark M | Tim Tetrick        | Marcus Melander   | 1:50.1 | Delayed Hanover    | Tangled Love       |
| 2021 | Sonofamistery      | Brian Sears        | Marcus Melander   | 1:50.2 | Captain Corey      | Cuatro de Julio    |
| 2020 | Back Of The Neck   | Scott Zeron        | Åke Svanstedt     | 1:52.0 | Third Shift        | Big Oil            |
| 2020 | Ready For Moni     | Yannick Gingras    | Nancy Takter      | 1:51.4 | Hollywood Story    | Beads              |
| 2019 | Greenshoe          | Brian Sears        | Marcus Melander   | 1:50.1 | Pilot Discretion   | Super Schissel     |
| 2019 | Swandre The Giant  | David Miller       | Ron Burke         | 1:51.3 | Green Manalishi    | Reign Of Honor     |
| 2018 | Six Pack           | Åke Svanstedt      | Åke Svanstedt     | 1:50.0 | You Know You Do    | Alarm Detector     |
| 2018 | Wolfgang           | Yannick Gingras    | Jimmy Takter      | 1:51.2 | Classichap         | Zephyr Kronos      |
| 2017 | Long Tom           | Tim Tetrick        | Marcus Melander   | 1:52.4 | What The Hill      | Meteoric           |
| 2017 | Walner             | Tim Tetrick        | Linda Toscano     | 1:50.2 | Devious Man        | Bill's Man         |
| 2016 | Marion Marauder    | Scott Zeron        | Paula Wellwood    | 2:08.1 | Bar Hopping        | Iron Mine Bucky    |
| 2016 | Southwind Frank    | Yannick Gingras    | Ron Burke         | 2:06.4 | Sutton             | Love Matters       |
| 2015 | Pinkman            | Yannick Gingras    | Jimmy Takter      | 1:52.2 | Habitat            | Canepa Hanover     |
| 2015 | The Bank           | Jimmy Takter       | Jimmy Takter      | 1:50.4 | Centurion Atm      | French Laundry     |
| 2014 | Father Patrick     | Yannick Gingras    | Jimmy Takter      | 1:51.3 | Nuncio             | Trixton            |
| 2013 | Royalty For Life   | Brian Sears        | George Ducharme   | 1:52.0 | Spider Blue Chip   | Dewycolorintheline |
| 2012 | Little Brown Fox   | Yannick Gingras    | Jimmy Takter      | 1:51.2 | Guccio             | Possess The Will   |
| 2012 | Uncle Peter        | Ron Pierce         | Jimmy Takter      | 1:53.1 | Banker Volo        | Appomattox         |
| 2011 | Manofmanymissions  | Andy Miller        | Erv Miller        | 1:52.1 | Broad Bahn         | Dejarmbro          |
| 2011 | Chapter Seven      | Mike Lachance      | Linda Toscano     | 1:53.1 | Big Rigs           | Big Sky Storm      |
| 2010 | Holiday Road       | Brian Sears        | Greg Peck         | 1:54.0 | Lucky Chucky       | Mystery Photo      |
| 2010 | Muscle Massive     | Ron Pierce         | Jimmy Takter      | 1:53.4 | Temple Of Doom     | Pilgrims Chuckie   |
| 2010 | He's A Demon       | Jody Jamieson      | Jeffrey Gillis    | 1:53.1 | Cassis             | Coco Lindy         |
| 2009 | Federal Flex       | Jody Jamieson      | Jeffrey Gillis    | 1:53.3 | Mr Cantab          | Cesar A Blue Chip  |
| 2009 | Muscle Hill        | Brian Sears        | Greg Peck         | 1:52.1 | Explosive Matter   | Copy Catch         |
| 2008 | Deweycheatumnhowe  | Ray Schnittker     | Ray Schnittker    | 1:53.2 | Celebrity Secret   | Clerk Magistrate   |
| 2007 | Donato Hanover     | Ron Pierce         | Steve Elliott     | 1:54.2 | Mythical Lindy     | Please Poppy       |
| 2006 | Mr Pine Chip       | Brian Sears        | Trond Smedshammer | 1:52.0 | Blue Mac Lad       | Here Comes Herbie  |
| 2005 | Classic Photo      | Ron Pierce         | Erv Miller        | 1:54.0 | Strong Yankee      | Vino Camielle      |
| 2004 | Windsong's Legacy  | Trond Smedshammer  | Trond Smedshammer | 1:53.0 | Tom Ridge          | Al Dente Hanover   |
| 2003 | Power To Charm     | John Campbell      | Trond Smedshammer | 1:53.3 | Mr Muscleman       | Mac’s Crown K      |
| 2002 | Kadabra            | Dave Miller        | Jimmy Takter      | 1:54.1 | Taurus Dream       | Living Image       |
| 2001 | S.J.'s Caviar      | Robert Blanton J:r | Belinda Blanton   | 1:54.1 | Pegasus Spur       | Fulfilled Dreams   |
| 2000 | Dreamaster         | Dave Magee         | Dirk Simpson      | 1:54.2 | Dream Vacation     | Legendary Lover K. |
| 1999 | CR Renegade        | Rod Allen          | Carl Allen        | 1:53.4 | Comets Tail        | Angus Hall         |
| 1998 | Muscles Yankee     | John Campbell      | Chuck Sylvester   | 1:54.3 | Silver Pine        | David Raymond      |
| 1997 | Malabar Man        | Malvern Burroughs  | Jimmy Takter      | 1:55.3 | Bowlin For Dollars | Meadowbranch Lucky |
| 1996 | Lindy Lane         | Bill O’Donnell     | Osvaldo Formia    | 1:53.0 | Act of Grace       | Continentalvictory |
| 1996 | Continentalvictory | Mike Lachance      | Ron Gurfein       | 1:56.1 | Lindy Lane         | Kramer Boy         |
| 1995 | CR Kay Suzie       | Rod Allen          | Carl Allen        | 1:54.1 | Tagliabue          | Giant Hit          |
| 1994 | Whiteland Image    | Jack Moiseyev      | Jimmy Takter      | 1:54.1 | Gum Ball           | Mr. Lavec          |
| 1993 | Pine Chip          | John Campbell      | Troy Sylvester    | 1:53.4 | American Winner    | Toss Out           |
| 1992 | Sierra Kosmos      | Richard Beinhauer  | Richard Beinhauer | 1:54.4 | Imperfection       | Sirocco Spur       |
| 1991 | Dontellmenomore    | Dave Palone        | Robert Mazeroski  | 1:55.4 | Wall Street Banker | Crysta’s Best      |
| 1990 | Embassy Lobell     | Mike Lachance      | Jerry Riordan     | 1:56.3 | Star Mystic        | Peddler Yorktowne  |